# 13 Most Beautiful: Songs for Andy Warhol's Screen Tests
13 Most Beautiful: Songs for Andy Warhol's Screen Tests je třetí studiové album amerického hudebního dua Dean & Britta, jež tvoří Dean Wareham a Britta Phillips. Vedle dua na nahrávce hráli ještě Anthony LaMarca a Matt Sumrow, přičemž na písních se autorsky podílelo několik dalších osob. Rovněž se zde nachází několik remixů, jejichž autory jsou vedle jiných My Robot Friend a Scott Hardkiss. Rovněž se zde nachází coververze písní od Boba Dylana a skupiny The Velvet Underground. Nahrávky produkovalo duo Dean & Britta a o nahrávání se ve většině případech staral Bryce Goggin. Kolekce písní byla původně koncipována jako doprovod pro promítání screen testů Andyho Warhola.

## Seznam skladeb
| Pořadí | Název                                                      | Autor                                                           | Délka |
| ------ | ---------------------------------------------------------- | --------------------------------------------------------------- | ----- |
| 1.     | Silver Factory Theme                                       | Anthony LaMarca, Britta Phillips, Dean Wareham, Matt Sumrow     | 5:05  |
| 2.     | I'll Keep It with Mine (Scott Hardkiss Remix)              | Bob Dylan                                                       | 4:51  |
| 3.     | Not a Young Man Anymore (My Robot Friend Remix)            | John Cale, Lou Reed, Maureen Tuckerová, Sterling Morrison       | 3:09  |
| 4.     | I Found It Not So                                          | Christopher Porpora                                             | 4:02  |
| 5.     | It Don't Rain in Beverly Hills (Scott Hardkiss Remix)      | Adam Boyette, Alex Kress, David Max, Nick Kramer                | 4:47  |
| 6.     | Incandescent Innocent                                      | Anthony LaMarca, Britta Phillips, Dean Wareham, Matt Sumrow     | 5:11  |
| 7.     | International Velvet Redux (Anthony LaMarca Remix)         | Anthony LaMarca, Dean Wareham                                   | 4:37  |
| 8.     | Teenage Lightning (And Lonely Highways) (Sonic Boom Remix) | Lee Wall, Pete Kember, Sean Eden, Britta Phillips, Dean Wareham | 4:58  |
| 9.     | Herringbone Tweed                                          | Justin Harwood                                                  | 4:43  |
| 10.    | Richard Rheem Theme                                        | Pete Kember, Britta Phillips                                    | 6:24  |
| 11.    | Knives from Bavaria (Spoonful of Fun)                      | Dean Wareham                                                    | 4:29  |
| 12.    | Eyes in My Smoke                                           | Lee Wall, Sean Eden, Britta Phillips, Dean Wareham              | 3:52  |
| 13.    | Ann Buchanan Theme                                         | Britta Phillips, Dean Wareham                                   | 4:25  |
| 14.    | Incandescent Innocent (Sanctus)                            | Anthony LaMarca, Britta Phillips, Dean Wareham, Matt Sumrow     | 5:29  |
| 15.    | I'll Keep It with Mine (Scott Hardkiss Electric Remix)     | Bob Dylan                                                       | 5:09  |
| 16.    | Silver Factory Redux (Sonic Boom Remix)                    | Anthony LaMarca, Britta Phillips, Dean Wareham, Matt Sumrow     | 5:37  |
| 17.    | Not a Young Man Anymore                                    | John Cale, Lou Reed, Maureen Tuckerová, Sterling Morrison       | 4:56  |
| 18.    | I Found It Not So (Sonic Boom Remix)                       | Christopher Porpora                                             | 4:03  |
| 19.    | It Don't Rain in Beverly Hills                             | Adam Boyette, Alex Kress, David Max, Nick Kramer                | 4:20  |
| 20.    | International Velvet Theme                                 | Dean Wareham                                                    | 4:29  |
| 21.    | Teenage Lightning (And Lonely Highways)                    | Lee Wall, Pete Kember, Sean Eden, Britta Phillips, Dean Wareham | 4:40  |